# Aleksander Reksza
Aleksander Reksza-Kakietek (ur. 9 lutego 1909 w Warszawie, zm. 8 lipca 1985 tamże) – polski dziennikarz sportowy, znawca boksu.

## Życiorys

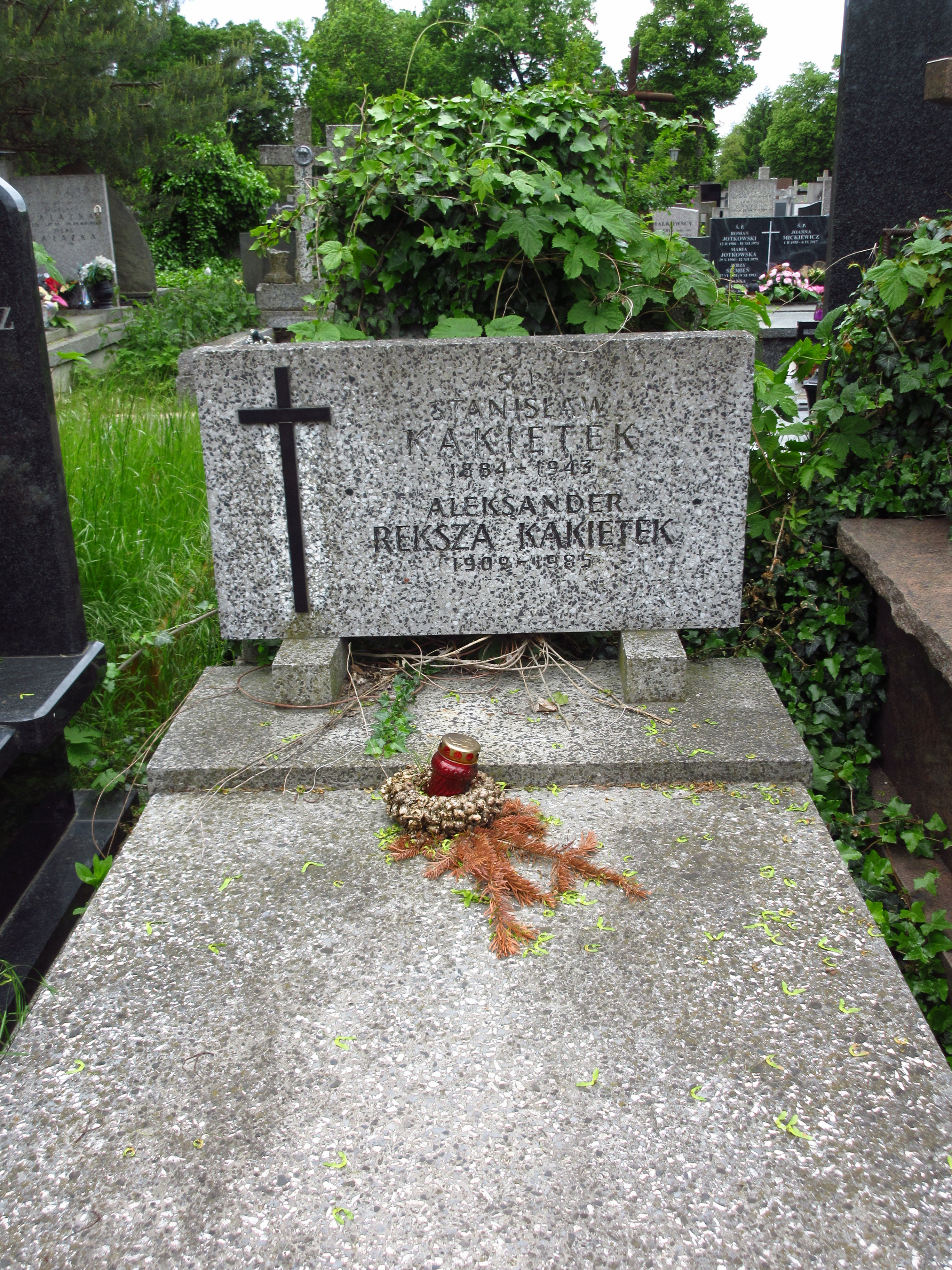
Grób Aleksandra Rekszy-Kakietka na cmentarzu Bródnowskim

Pracował zawodowo jako dziennikarz od 1932. Przed wojną pisał w Przeglądzie Sportowym, Kurierze Warszawskim i Kurierze Porannym, a w latach 1935–1939 pracował w Polskim Radiu.
Po wojnie w latach 1945–1954 kierował Działem Sportowym Polskiego Radia. Jednocześnie był redaktorem naczelnym tygodnika Echo Stadionu (1945–1946) i kierownikiem działu sportowego Kuriera Codziennego. W latach 1958–1974 był redaktorem naczelnym miesięcznika Boks, na kształt którego wywarł przemożny wpływ, który trwał aż do rozwiązania pisma w 1990. Opublikował też kilka książek o tematyce sportowej.
Po jego śmierci wdowa po nim ustanowiła Nagrodę im. Aleksandra Rekszy, przyznawaną co roku za wybitne zasługi dla polskiego boksu. Pochowany na cmentarzu Bródnowskim w Warszawie (kw. 38C-V-5).

## Dorobek literacki
- Wielka gra (razem z Marianem Strzeleckim 1937)
- Prawdziwy sport (1948)
- Mocarze ringu (1948)
- Żelazny Joe (1957)
- Ludzie, zwycięstwa, klęski (1957)
- Słynne pojedynki (1976)

## Otrzymane odznaczenia
- Odznaka „Zasłużony Działacz Kultury Fizycznej”
- Odznaka Honorowa nr 1 Klubu Sprawozdawców Sportowych SDP
- Krzyż Oficerski Orderu Odrodzenia Polski
- Medal „Za udział w wojnie obronnej 1939”
- Odznaka Honorowa Polskiego Związku Atletycznego
- Złota Odznaka Polskiego Związku Bokserskiego